# Arroyo de los Caraguatás
Der Arroyo de los Caraguatás ist ein Fluss im Norden Uruguays. Er bildet einen Teil der westlichen Grenze des von Uruguay und Brasilien beanspruchten Gebietes Rincón de Artigas.
Der in der Cuchilla Negra im Grenzgebiet der uruguayischen Departamentos Artigas, Salto und Rivera bei Masoller entspringende Fluss fließt von dort nach Norden. Er bildet sodann gemeinsam mit dem Arroyo de la Línea ab der Verschmelzung beider Flüsse den Arroyo Maneco.